# Monica Selin
Eva Monica Selin, född 28 juni 1960 i Trollhättan, är en svensk politiker (kristdemokrat). Selin är regionråd för Västra Götalandsregionen och styrelseledamot för Sveriges Kommuner och Landsting.